# 朱均鈽
東安昭簡王朱均鈽（1450年—1508年），明朝東安恭定王朱季塛庶次子，母亲是夫人邢氏。

## 生平

### 早年
天顺四年（1460年）六月与胞兄朱均鈋同受赐名。

### 受封
天顺六年（1462年），朱均鈋、朱均鈽的二伯父楚康王朱季埱与父亲朱季塛都去世，同年楚康王独子也夭折。天顺八年（1464年），明宪宗下诏以朱均鈋为楚康王的继承人。成化元年（1465年）四月，明宪宗遣英国公张懋、安远侯柳景、镇远侯顾淳、驸马都尉焦敬、平江伯陈锐充正使，通政使司右通政刘济、大理寺右寺丞宋旻、户科给事中李森、刑科给事中左贤、刑部郎中余洵充副使，持节册封朱均鈋为楚王，即楚靖王；朱均钸袭封东安王。
成化二年（1466年）十月，以楚府長史徐震女為東安王妃。
成化五年（1469年）五月，朱均鈋奏：朱均鈽與幼弟鎮國將軍朱均錭同居，朱均鈽性躁急，凌侮朱均錭及其生母吳氏，令他们断绝衣食，自己不忍其母子失所，想暫移他们入住楚王府闲置的房屋撫養教誨直至長成出閣结婚。明宪宗允许，并降敕戒諭東安王，称已由楚王上奏得知他薄待朱均錭母子、又不听楚王劝谏，命他自省改过，否则降罪，悔之晚矣。

### 去世
正德三年（1508年），朱均鈽薨，谥昭简。嫡长子朱荣演已经夭折。正德十六年（1521年）十一月，朱均鈽的庶次子朱荣淑请求袭封，明世宗认为他不到受封的年龄，敕令他暂时管理王府事。嘉靖二年（1523年）九月，朱荣淑袭封。

## 家庭

### 妻妾
- 王妃徐氏

### 子女
- 嫡长子：朱荣演，成化十一年（1475年）正月赐名[10]，先卒
- 庶次子：东安恭懿王朱荣淑